# Черивил (Северна Каролина)
Черивил (енгл. Cherryville) град је у америчкој савезној држави Северна Каролина.

## Демографија
По попису из 2010. године број становника је 5.760, што је 399 (7,4%) становника више него 2000. године.
| Група             | 2000.         | 2010.         |
| Белци             | 4.673 (87,2%) | 4.825 (83,8%) |
| Афроамериканци    | 513 (9,6%)    | 592 (10,3%)   |
| Азијати           | 33 (0,6%)     | 39 (0,7%)     |
| Хиспаноамериканци | 123 (2,3%)    | 215 (3,7%)    |
| Укупно            | 5.361         | 5.760         |